# 小楠健志
小楠 健志（おぐす けんじ、1971年 - ）は映画監督、作家、社会起業家。出生は浜松市。福岡市在住。世界の映画祭で７０以上の賞を受賞。NPO法人ジコサポ日本理事長。プライベートメンタルジムThe Change代表。総合格闘技＆ブラジリアン柔術道場K.O.SHOOTO GYM元会長。ALL WIN 出版を創設し、自身を中心とする書籍や写真集、DVDを出版し販売をしている。柔道整復師。
元総合格闘家で総合格闘技修斗フェザー級世界2位（プロ戦績8戦3勝1敗4分）。木口道場に所属し木口宣昭に師事す。山本KID徳郁、山本美憂、山本聖子、佐藤ルミナ、朝日昇、山田学、桜井マッハ速人らと同門。プロ総合格闘技フライ級で世界で初めて試合をした選手。
ブラジリアン柔術アジア大会優勝（2006年）、プラジリアン柔術パンアメリカ大会3位（2007年）、全日本大会2度優勝。黒帯。

## 経歴
- 2001年、静岡県浜松市にK.O.SHOOTO GYM開設。浜松フリーファイト等大会を多数主催、プロシューター選手の太田悟、小笠原均（現 スーパーひとしくん）、加藤ケンジを輩出。
- 2002年、浜松市体育協会に浜松市レスリング協会を設立。
- 2004年、けいおう整骨院開院（K.O.SHOOTO GYM内）。
- 2006年、おぐすバランス整骨院開院。
- 2009年、交通事故サポート会浜松設立。
- 2012年、NPO法人交通事故と労災をサポートする会日本設立。
- 2013年3月、ジコサポ保険整骨院開院。
- 2013年6月、空中思想論発表。
- 2013年10月、日本初の交通事故対応資格「交通事故専門士」を浜松市役所で記者発表。
- 2014年12月、交通事故全てにお応えするプロジェクト「72PJ」を宮城県庁で記者発表。
- 2014年12月、『与える力』を出版。
- 2015年2月、NPOジコサポ 名古屋エリア設立を名古屋市役所で記者発表。
- 交通事故専門士資格取得者が1,500人を突破。第4ビジネスメソッド研究所を設立。
- 2016年6月、地震復興支援チャリティーイベント 後藤哲哉牧師との Talk Live Okayama 2016「そのままのあなたで成功する方法」をクロスロードチャーチ岡山で開催する。
- 2016年7月、メルセデスベンツ・日本赤十字社・Jリーグ藤枝MyFc・NPO法人ジコサポ日本とのコラボカー「ジコサポ smart car」を完成させる。
- 2016年 8月、浜松市役所で記者会見を行う。NPO法人ジコサポ日本から「交通事故 頭部・むち打ちガイドブック」を発表する。神経内科医である深川和利と安芸泰宏の共著。深川医師の講演会も行う。
- 2016年 11月 プライベートメンタルジムThe Changeを創設す。1月には株式会社として法人化。カウンセラーの養成とカウンセリングを行うインフラを構築すべく活動をしている。
- 2017年10月ウエルスダイナミクスAward2017にてクリエイター部門殿堂入りを果たす。
- 2018年2月書籍「交通事故むち打ち・頭部ガイドブック」を監修す。
- 2018年9月書籍「総合事故救済ガイドブック」を監修す。
- 2018年9月書籍 思想家とパーソナル・トレーナーが語る 抽象度を上げる方法2.0 手にした人だけが次の時代に行ける抽象思考法を出版す。
- 2020年4月コロナ禍の中マスクを全国に配布する活動Giving Mask Projectをプロデュースする。全国にマスク制作の拠点ができ数千枚の手作りマスクを配布し各種メディアにも多く取材を受ける。
- 2021年7月映画監督して活動をはじめる。政治家大西つねき氏の９年間の政治活動を描いたドキュメンタリー映画 The Light of the lighthouse （灯台の灯り）を世界に向けて公開する。世界で各映画祭の賞を受賞する。
- 2022年5月　自転車で地球を６周したエコロジスト松本英揮さん主演のドキュメンタリー映画 自転車で地球を６周して分かったこと を完成させ公開する。世界の映画祭で４３以上の賞を受賞する。同時に映画のメイキング本を出版す。
- 2023年5月　総合格闘技の黎明期を描いた世界初の映画 仮面ファイター 総合格闘技は日本から生まれた1985 を完成させ世界に向けて公開する。初代タイガーマスク佐山サトル氏全編特別出演。スーパーライダー、渡部修斗、ブルーシャーク出演。音楽監督今沢カゲロウ。世界の映画祭で６部門で受賞。６部門でノミネートされる。
- 2024年　君はなぜ戦うのか？仮面ファイター２ 初代タイガーマスク最後の弟子2024年5月完成。出演/ブルーシャーク、香美蘭、今沢カゲロウ、スーパーライダー。音楽監督今沢カゲロウ。初代タイガーマスク佐山サトル氏特別出演。
- Fight of the Ring 10周年記念大会 プロレスThe Movie Vol.1を製作中。2024年6月に完成予定。出演/ 長瀬館長、ザ・グレートサスケ　音楽監督今沢カゲロウ、新井健一郎、佐野直、田馬場貴弘、ブルーシャーク、大和ヒロシ、伊藤崇文、ハンマーコング
- 2025年 世界トップ１０のベーシストに２度選ばれた今沢カゲロウさんのドキュメンタリー映画  BAASSNINJA film the live in the ring episode0を完成させる。出演：伝説の格闘家中井祐樹、カンヌ国際映画祭で銀賞を受賞した尾崎慎吾、プロレスラーブルーシャーク、新井健一郎、田馬場貴弘、伊藤崇文、ハンマーコング、スーパーライダー

## プロ修斗戦績
| 総合格闘技 戦績 | 総合格闘技 戦績 | 総合格闘技 戦績 | 総合格闘技 戦績 | 総合格闘技 戦績 | 総合格闘技 戦績 | 総合格闘技 戦績 |
| --------------- | --------------- | --------------- | --------------- | --------------- | --------------- | --------------- |
| 8 試合          | (T)KO           | 一本            | 判定            | その他          | 引き分け        | 無効試合        |
| 3 勝            | 0               | 1               | 2               | 0               | 4               | 0               |
| 1 敗            | 0               | 0               | 1               | 0               | 4               | 0               |

| 勝敗 | 対戦相手   | 試合結果           | 大会名                   | 開催年月日     |
| ○    | 福岡サトシ | 3R 2:52 腕十字固め | プロシューティング第25戦 | 1993年11月25日 |
| △    | 宮長剛     | 3分3R ドロー       | プロシューティング第24戦 | 1993年6月24日  |
| △    | 菅野浩之   | 3分3R ドロー       | プロシューティング第22戦 | 1993年2月26日  |
| △    | 村上忠     | 3分3R ドロー       | プロシューティング第20戦 | 1992年9月25日  |
| ○    | 村井義明   | 3分3R 判定3-0      | プロシューティング第19戦 | 1992年7月23日  |
| △    | 久保田真樹 | 3分3R ドロー       | プロシューティング第18戦 | 1992年5月29日  |
| ○    | 安藤敏夫   | 3分3R 判定         | プロシューティング第17戦 | 1992年3月27日  |
| ×    | 鈴木マサト | 3分3R 判定2-0      | プロシューティング第14戦 | 1991年8月25日  |

## 著書
- 与える力 NPO法人ジコサポ日本で作成し配布。（無料配布小冊子）から書籍化 ALL WIN出版 2013年
- 手にした人だけが次の時代に行ける黄金のボタン ALL WIN出版 2014年　ISBN 4908072086
- 第4ビジネスメソッド 原理原則シリーズ(2) ALL WIN出版 2014年6月　ISBN 4908072051
- 1年で100店舗作った原理原則 DVD ALL WIN出版 2014年
- ビジネスで世界へ 格闘技で世界へ 名古屋から世界へ飛び跳った人達 DVD 対談シリーズ① ALL WIN出版 2015年
- 天才論 桜井マッハ速人 DVD All WIN対談シリーズ(2) 2015年11月
- 日本で40人しかいない職業に就く方法 澤村公康氏との共著 All WIN対談シリーズ(2) 2016年2月
- 幸せな天才になる方法 原理原則シリーズ(1) 才能編 ALL WIN出版 2016年3月
- ウエルスダイナミクスのすすめ  All WIN対談シリーズ(3) 2016年5月
- 幸せになる方法 能力Upはいらない 高次脳機能障害治療の最前線の中でみえてきたこと 深川和利医師との共著 抽象度シリーズ(1) ALL WIN出版 2016年8月
- 21世紀の吉田松陰の弟子 志と誠は宇宙とサイバー空間に通ず 抽象度シリーズ(2) ALL WIN出版 2016年9月 河村建一氏との共著
- 思想家が語る幸せになる方法2.0 お金も仕事もいらなくなる社会 抽象度シリーズ(3) ALL WIN出版 2016年11月
- 桜井マッハ速人と思想家が語る 天才論・ZONEの世界 天才の脳の使い方、天才のメンタリティを徹底解剖 抽象度シリーズ(4) ALL WIN出版 2016年12月
- 思想家とビジネスコンサルタントが語る 2020 幸せに新時代を活躍する条件 手にした人だけが次の時代に行ける「ビジネスメソッド」抽象度シリーズ(5) ALL WIN出版 2017年2月 伊藤予應氏との共著
- 思想家とパーソナル・トレーナーが語る 抽象度を上げる方法1.0 手にした人だけが次の時代に行ける抽象思考法 抽象度シリーズ(6) ALL WIN出版 2017年3 佐々木豊氏との共著
- ビジネスも人間関係もうまくいく成功のポジショニング 発行：合同フォレスト 発売：合同出版 2017年７月
- 思想家とプロサッカーゴールキーパーコーチが語る サッカー日本代表候補に選出される方法 言葉と想いが成功を作る 抽象度シリーズ（7）ALL WIN出版 2017年8月 澤村公康氏との共著
- How to be a happy genius ALL WIN出版 2017年10月 幸せな天才になる方法の英語版
- プライベートメンタルジムThe Changeカウンセラー養成講座テキストを監修 2018年3月 ALL WIN出版
- 総合事故救済ガイドブックを監修 2018年9月 ALL WIN Media
- 思想家とパーソナル・トレーナーが語る 抽象度を上げる方法2.0 手にした人だけが次の時代に行ける抽象思考法 2018年9月 ALL WIN Media 佐々木豊氏との共著
- 分かっているのにできないを読み解く心理学 偽できない理論 Structure of メンタルジムTHE CHANGE １ 2019年11月 ALL WIN Media 片田智也氏との共著
- なぜ行動しているのにうまくいかないのか？心理学フリーライダー理論: Structure of メンタルジムTHE CHANGE理論２ 2019年12月 ALL WIN Media 片田智也氏との共著
- 人はなぜ問題行動を起こしてしまうのか心理学・そして無限のモチベーションを生み出す方法　マーキング理論: Structure of メンタルジムTHE CHANGE 3 2020年4月　ALL WIN Media 片田智也氏との共著
- 夢も目標もいらない 思った通りに生きる術 　: 小楠健志コラム集その１ 2020年6月　ALL WIN Media
- 成功も努力ももういらない 思い通りに生きる方法: 小楠健志コラム集その２ 　2020年7月　ALL WIN Media
- 自転車で地球を６周して分かったことメイキング本 この映画を作って僕が分かったことと映画の作り方　2023年1月　ALL WIN Media
- 仮面ファイター 総合格闘技は日本から生まれた1985 メイキング本・写真集 2024年9月 ALL WIN Media

1. ↑  Sherdog Fight Finderより
2. ↑  国際ブラジリアン柔術連盟公式サイト公式結果ページより
3. ↑  国際ブラジリアン柔術連盟公式サイト公式結果ページより
4. ↑  日本ブラジリアン柔術連盟公式サイト公式結果ページより
5. ↑  「修斗」読本 (日本スポーツ出版社、1999年6月) ISBN 9784930943194

## 写真集
・Red Shoes 赤い靴　サヴァビアンショー vol.1 ALL WIN Media   2023年6月8日
・源氏物語　サヴァビアンショー vol.2　ALL WIN Media  2023年11月9日
・マニラ美人 フィリピン旅2024  ALL WIN Media  2023年12月24日
・君たちはどう生きたいのか？80億體の道しるべ 萩Ibasho映画祭2023 ALL WIN Media  2024年2月5日
・FIGHT OF THE RING 10周年記念大会 プロレスPhotoBook Vol.1 ALL WIN Media  2024年4月1日
・サヴァビアンショーVol.3 赤い風車 Paris (ALL WIN 写真集)  ALL WIN Media  2024年6月5日
・仮面ファイター 総合格闘技は日本から生まれた1985 メイキング本・写真集 (ALL Win 写真集)ALL WIN Media  2024年9月1日
・沖縄美人: 沖縄旅2024 那覇、宜野湾、コザ 美人写真集 (ALL WIN 写真集)  ALL WIN Media  2024年9月23日
・到達者: 311ジコサポ国際映画祭・写真展2023 小楠健志写真集 Vol.9 (ALL Win写真集)　ALL WIN Media  2024年12月20日
・萩ibasho映画祭2024写真集 萩ツインシネマ: 小楠健志写真集 Vol.10 (ALL Win写真集)　ALL WIN Media  202５年３月１日

## 公開映画作品と映画祭受賞歴

### 作品名：BASSNINJA film the live in the ring episode0  2025年1月完成
ストーリー
世界トップ１０のベーシストに２度選ばれた今沢カゲロウ。彼は世界中を旅し各地で毎日のようにソロベーシストとしてベース１本でライブをしてきた。今日はプロレスのリングの上でのライブ。プロレスラー ザ・ブルーシャーク。家族や仲間と共にプロレスの興行を東京都内の地下にあるクラブで開催。そして自分自身もリングに立つ。そこで繰り広げられる一夜限り、一期一会の演奏と格闘のコラボレーション。
【AWARD受賞】
iDEAL INTERNATIONAL FILM FESTIVAL
・Best Actor (M)　
【Selected】ノミネートされました
Cinemaking International Film Festival
Asian Documentary Film Competition
Absurd Film Festival - Monthly awards
Best Music/Musical

### The light of the lighthouse (灯台の灯り) 2021年7月発表

#### 【Award】受賞
- Mannheim Arts and Film Festival  Germany / Human Rights

- Global Monthly Online Film Competition　/ Best Short Film / Best Debut Filmmaker

- Valparai International Film Festival / First film maker

#### 【Finalist】にノミネート
- Roma Short Film Festival
- Tokyo International Short Film Festival 2部門
- Cooper Awards

#### 【Selected】ノミネート
- Seoul International Short Film Festival
- Heart Of Europe International Monthly Film Festival (HEI)
- Global Monthly Online Film Competition
- Onyko Films Awards　（Estonia）
- Only The Best Film Awards　2部門
- Heart Of Europe International Monthly Film Festival
- SASEE FILM AWARDS
- Cult Movies International Film Festival
- Rameshwaram International Film Festival

### 作品名：自転車で地球を６周して分かったこと43部門でAwardを受賞
主人公は大阪西成区の一泊５００円のドヤ街に住む日雇い労働者、松本英揮 60歳。彼は環境活動家、そして２０００回ほど世界各国の大学等で講演をした講演家でもあります。彼は小さい時から一人で日本全国、そして世界１３５カ国を旅し、自転車で地球を６周２４万キロ走ってきました。彼は３６歳まで売上３０億円の建築会社のオーナー社長でしたが、あることをきっかけにそれを全て捨てました。彼が社長だった時、彼は原子力発電所建設の推進メンバーであり、それを建設していました。その時に、あの大地震が起きました。
- Bon dance 国際映画祭  /   最優秀長編ドキュメンタリー賞

- Rising Sun 国際映画祭  / John Di Rocco賞

- 萩Ibasho映画祭　/  最優秀未来ドキュメンタリー賞

- 3.11All Win国際映画祭  / 最優秀西成映画賞

- IDEAL international film festival /  Documentary Film

- Andromeda Film Festival  / BEST DOCUMENTARY

- ROSHANI INTERNATIONAL FILM FESTIVAL 2023  /  DOCUMENTARY

- Tabriz Cinema Awards /　BEST DOCUMENTARY

- Nawada International Film Festival 4th Season　/ Documentary Film

- Venus Community Awards /　ANY LENGTH

- Hamburg Indie Film Festival　/　Best Documentary Feature

- UDHAGAI INDEPENDENT FILM FESTIVAL　/　Best Environment Feature Film

- Virgin Spring Cinefest　/　Debut Filmmaker、Film on Nature / Environment / Wildlife

- International Motion Picture Festival of India　/　Best Documentary Feature film、Best Feature film on Nature/Environment/wildlife

- URUVATTI INTERNATIONAL FILM FESTIVAL　/ Best Documentary Feature film

- GOLDEN HORSE INTERNATIONAL FILM FESTIVAL / BEST FEATURE / SCRIPT SCREENPLAY

- Druk International Film Festival　/ Debut Filmmaker、Film on Nature / Environment / Wildlife

- Tagore International Film Festival　　Film on Nature / Environment / Wildlife

- Cult Critic Movie Awards / Debut Filmmaker

- Dublin World Film Festival / Best human rights‘ film

- Indie Cine Tube Awards / Best Nature/Environment/Wildlife Project

- Dreamz Catcher International Film Festival / Best Documentary Films

- Best Documentary Award /Document from Asia & Australia

- Krimson Horyzon International Film Festival /Best Nature/Environment/Wildlife Project

- Wisdom Tree International Film Festival /Documentary

- Brussels Capital Film Festival /Best Director- Documentary/Best Editing

- Berlin Indie Film Festival/Best Editing,  Best Original Score ,  Green & Enviroment

- International Film Festival of Andaman and Nicobar,  Best Documentary Film ,  Best Feature Film on Nature / Environment / Wildlife /  Special Jury Award

- Royal Society of Television & Motion Picture Awards / Film on Nature / Environment / Wildlife

- Mannheim Arts and Film Festival / Environment and Climate, Feature

- White Pearl International Film Festival / BEST NATURE AND ENVIRONMENT FEATURE FILM /BEST EDITOR

- INDO FRENCH INTERNATIONAL FILM FESTIVAL / Best Feature Film on Nature / Environment / Wildlife

- Shuri Narayan International Film Festival / Best Documentary Film

- Thinking Hat Fiction Challenge / Documentary

- The Kaminari  Japan Film Festival / Documentary Features

### 【Selected】19部門でノミネート
- Courtyard Independent Film Festival/Best Documentary Feature[4]
- Movie Town Online Film Festival/Best Feature Documentary
- Star International Film Festival/Best Feature Documentary
- Liber Films International Festival/Best Feature Documentary
- Your way Film festival/Documentary Features
- 8 & HalFilm Awards./Feature Documentary
- Beyond Earth Film Festival/Documentary Feature
- BAHIA INDEPENDENT CINEMA FESTIVAL/Documentary Feature
- Atlantic International Film Festival/Documental Feature film competition
- Golden Bridge İstanbul Short Film Festival/Best Low Budget Film
- Iconic Images Film Festival/Best Documentary Film
- Open Window International Film Challenge/Documentary
- Hamburg Film Awards/Feature Documentary
- Tokyo Lift-Off Film Festival 2023/Documentary Features
- Seaside Sustainability Film Festival/Global Filmmakers
- International World Film Awards/Feature Documentary/Asian Film
- LANE DOC FEST/Doc Feature
- Anatolia International Film Festival/Feature Documentary

#### 【Honourable Mention】　３部門で佳作を受賞
- Tokyo International Monthly Film Festival/ BEST DOCUMENTARY
- Gold Star Movie Awards/ Best Feature Length Documentary
- Budapest Film Festival/Best Feature (Documentary)

### 仮面ファイター 総合格闘技は日本から生まれた19856部門でAwardを受賞
主人公はプロレスラー・スーパーライダー。彼は元総合格闘技のチャンピオンであり、初代タイガーマスク（佐山サトル）の一番弟子でもあります。彼には二人の同じく総合格闘技をしている息子がおり、彼らもチャンピオンを目指し日々リングの上で戦っています。日本中を一世風靡しプロレスに革命を起こしたタイガーマスクが、総合格闘技を作った黎明期の歴史と秘話。どうやって総合格闘技は創られていったのか？それと共にあったスーパーライダーの家族の歴史と葛藤。本当のヒーローとは？
【 AWARD受賞】
- 萩ibasho映画祭 / 最優秀観客賞

- IDEAL international film festival / Documentary Film

- Andromeda Film Festival / BEST DOCUMENTARY

- ROSHANI INTERNATIONAL FILM FESTIVAL 2023 / DOCUMENTARY

- New York Movie Awards / Feature Documentary

- Virgin Spring Cinefest / Documentary Films

【Honourable Mention】佳作
- Paris Film Awards / Feature Documentary

【Selected】ノミネート
- Courtyard Independent Film Festival / Best Documentary Feature

- Anatolia International Film Festival / Best Documentary Feature Film

- RED Movie Awards / Best Documentary MAIN CATEGORY

- French International Modern Film and Script Festival / Best Feature Documentary

- King Film Awards / Best Feature Documentary

- Movie Town Online Film Festival / Best Feature Documentary

- Star International Film Festival　/ Best Feature Documentary
- Black Pearl International Film Festival/Best Feature Documentary
- Tokyo Lift-Off Film Festival/Feature Films. Documentaries

### 君はなぜ戦うのか？仮面ファイター2 初代タイガーマスク最後の弟子
主人公は現役のプロレスラー ザ・ブルーシャーク（47）。彼は初代タイガーマスク（佐山サトル氏）の弟子で、現役のプロ総合格闘技の選手でもある。ダンサーの奥さんと子供３人で今日もプロレスの興行を主催し自らリングに立つ。そこに新設された総合格闘技無差別級のベルトをかけたトーナメントの話が舞い込むと同時に、奥さんにも舞台出演の話が舞い込む・・・。世界的ベーシスト BASSNINJA今沢カゲロウ氏が音楽監督に就任し、全編BASSNINJAのミュージックビデオとなっている。初代タイガーマスク（佐山サトル氏）特別出演。
【AWARD受賞】　1６の映画祭で１７部門で各賞を受賞
萩ibasho映画祭
- 審査員特別賞

iDEAL INTERNATIONAL FILM FESTIVAL
- Best Documentary Film

Picasso International Film Festival
- Best Film of the Year Award
- Best Director of the Year Award

Indo Global International Film Festival
- Documentary Film (Full Length)

6th- Reels International film festival 2025
- DOCUMENTARY FILM

Mei International Film Festival
- Best Documentary Feature

Krimson Horyzon International Film Festival
- Best Documentary Film

Cine Sepia Reels Carnival
- Best Documentary Films

Dreamz Catcher International Film Festival
- Best Documentary Films (Any length)

ROSHANI INTERNATIONAL FILM FESTIVAL
- DOCUMENTARY

International Gold Awards NewYork
- Feature Documentary

Cuckoo International Film Awards 
- BEST DOCUMENTARY FEATURE FILM

Milan Gold Awards
- Documentary Feature

Paris Film Awards
- Feature Documentary

Indie Cine Tube Awards
- Best Documentary Films

Couch Film Festival
- 45:01 to 120 Minutes

【Honourable Mention】　佳作
New York Movie Awards

【Selected】1２部門でノミネートされました
Tokyo Lift-Off Film Festival
- Feature Films. Documentaries

Austin Lift-Off Film Festival!
- Documentary Film

Indo Global International Film Festival
- Documentary Film (Full Length)

Berlin Lift-Off Film Festival
- Feature Length Documentaries

Kenya International Sports Film Festival 
- Documentary

kalakari film fest
- best documentary

Anatolia International Film Festival 
- Best Documentary Feature Film

Toronto Lift-Off Film Festival
- Feature Documentary Content

REELS INTERNATIONAL FILM FESTIVAL
- DOCUMENTARY FILM

Paris Lift-Off Film Festival
- Feature Length Documentaries

Lift-Off Filmmaker Sessions Hosted by @LiftOffGlobalNetwork
- Feature Film Content - Zero - $5000 Budget

Bayelsa International Film Festival
- Documentary

iDEAL INTERNATIONAL FILM FESTIVAL
- Best Documentary Film

### Fight of The Ring 10周年記念大会 |プロレス The Movie Vol.1
【ストーリー】リング搬入設営から、全５試合を含む試合終了後まで、プロレス団体の興行の内側を赤裸々に撮影したドキュメンタリー映画。音楽監督には、世界トップ１０のベーシストに二度も選ばれたBASSNINJA今沢カゲロウさんをむかえた。映画全編がまるでミュージックビデオのような作りになっている。

【AWARD受賞】　３（４）
6th- Reels International film festival 2025
・SHORT DOCUMENTARY FILM
Asian Talent International Film Festival 2025
・BEST SHORT DOCUMENTARY
iDEAL INTERNATIONAL FILM FESTIVAL
・Best Music Video
・Best Documentary Film
【Honourable Mention】　１
Monza Film Fest
・Best Musical
YOUALITY INTERNATIONAL SHORT FILM FESTIVAL
・Short film (Documentary)
【Selected】ノミネートされました　7(8)
Tokyo Lift-Off Film Festival
Short Films. Documentaries
Berlin Lift-Off Film Festival
・Short Documentaries
Couch Film Festival
・20:01 to 45:00 Minutes
AltFF Alternative Film Festival
・Long Short FIlms
Asian Talent International Film Festival 2024
・BEST SHORT DOCUMENTARY
Paris Lift-Off Film Festival
・Music Videos
Lift-Off Filmmaker Sessions Hosted by @LiftOffGlobalNetwork
・Shorts - New Voices